# Hebraeorum gens
Hebraeorum gens sola quondam a Deo dilecta è l'incipit di una bolla pontificia emanata da papa Pio V il 26 febbraio 1569. Con questo decreto il pontefice ordinò l'espulsione di tutti gli ebrei dai territori dello Stato della Chiesa ad eccezione delle città di Roma e Ancona, dove, per effetto della bolla Cum nimis absurdum di papa Paolo IV, avrebbero avuto l'obbligo di rimanere segregati dall'alba al tramonto all'interno dei ghetti. 

## Genesi
Con l'ascesa di papa Paolo IV al soglio pontificio (1555), la condizione degli ebrei nello Stato della Chiesa subì un netto peggioramento. Con la bolla Cum nimis absurdum, emessa a soli due mesi dalla sua elezione, il nuovo papa, già massimo responsabile dell'Inquisizione romana ed in pieno spirito controriformistico, aveva emarginato i suoi sudditi israeliti mediante l'istituzione ufficiale dei ghetti e con una serie di limitazioni e vessazioni umilianti. Iniziò in quegli anni l'esodo della comunità ebraica dallo Stato Pontificio che avrebbe decimato molte comunità israelite ancor prima che ne venisse decretata l'espulsione ufficiale mediante la bolla Haebreorum gens. Il successore di Paolo IV, papa Pio IV, avversario della famiglia Carafa, con la bolla Dudum a felicis cercò di mitigare le asprezze vessatorie dei decreti antiebraici del suo predecessore, in particolare per quanto riguardava le limitazioni all'attività economica e il possesso di beni immobili anche fuori dai ghetti.
Papa Pio V, eletto papa nel 1566, già successore di Paolo IV alla guida dell'Inquisizione romana, fu subito di diverso avviso. Agli inizi del suo pontificato, mediante la bolla Romanus pontifex (1566) volle infatti ripristinare integralmente la legislazione antiebraica di Paolo IV, al quale egli era stato legato da sentimenti di profonda stima e dalla comune militanza nelle file dell'Inquisizione. Tre anni più tardi veniva promulgata la bolla Hebræorum gens, che diede il colpo di grazia a una comunità già ampiamente ridottasi di numero a causa dell'emigrazione e impoveritasi per i continui contributi forzosi, sussidi, balzelli, tasse di vario tipo che era costretta a versare alle arche pontificie.

## Contenuto
La bolla sanciva l'espulsione di tutti gli Ebrei dallo Stato Pontificio, ad esclusione di coloro che dimoravano nei ghetti di Roma e Ancona. Ad Avignone, che pur faceva parte di un feudo papale, e nell'exclave pontificia di Benevento, le disposizioni contenute nella bolla non entrarono mai in vigore.
La decisione di espellere la comunità israelita dallo Stato era stata motivata, secondo quanto indicato nel documento, dalla sua inutilità sociale («...supradictam gentem...nulli Reipublicae usui esse nostrae...») e dall'aumento dei crimini ascrivibili ai suoi componenti. Fra i delitti la bolla segnalava: il furto, praticato mediante l'usura, la ricettazione e le pratiche magiche di natura diabolica come sortilegi, malefici e superstizioni.
L'espulsione era estesa agli israeliti di entrambi i sessi e di tutte le età. Venivano concessi tre mesi per abbandonare lo Stato, al termine dei quali chi non lo avesse fatto sarebbe stato ridotto per sempre in servitù («...in perpetuam servitutem asserantur», si legge nel documento).

## Testo della Bolla in Latino
Iudaeorum expulsio ab omnibus locis dominii S. R. E. eiusque subditorum, praeterquam ab Urbe Roma, & Civitate Anconae.
De materia Iudaeorum notavi sup. ad const. 3. Paul. IV. Cum nimis.
PIUS EPISCOPUS,
Servus Servorum Dei. Ad perpetuam rei memoriam.
Hebraeorum gens sola quondam a Domino electa, quae divinis eloquiis infusa, coelestium mysteriorum particeps esset, quantum caeteris omnibus gratia & dignitate excelluit, tantum postea incredulitatis suae merito, contempta & neglecta in preceps meruit deturbari, quod adveniente temporis plenitudine perfida & ingrata suum Redemptorem indigna morte peremptum impie reprobarit. Amisso namque sacerdotio, legis auctoritate adempta, propriis disiecta sedibus, quas tamquam lac & mel fluentes, clementissimus & benignissimus Deus iam inde a prima ipsius gentis origine illi praeparaverat, terrarum Orbem tot iam saeculis pererrans, invisa, probtis contumeliisque omnibus abjecta, foedas, & infames quasque artes, quibus famem tolerare possit, haud secus quam vilissima mancipia, cogitur attrectare. Sed Christiana pietas hunc ineluctabilem casum in primis commiserans, illam humanius satis apud se passa est diversari, ut scilicet crebro illius intuitu passionis Dominicae memoria fidelium oculis frequentius obversetur, simulque ea exemplis, doctrina, monitis, ad conversionem & salutem, quae reliquiis Israel, Prophetae oraculo futura est, amplius invitetur, a qua, si Christianorum sedibus explosa, ad eas gentes quae Christum non norunt diverteret, magis magisque aliena reddetur. Verumtamen illorum impietas pessimis omnibus artibus instructa, usque eo processit, ut iam pro communi nostrorum salute expediat tanti morbi vim celeri remedio prohibere. Nam ut tam multa usurarum genera omittamus, quibus Hebraei egentium Christianorum substantiam usquequaque exinaniverunt, perspicuum satis putamus eos, furum & latronum receptores, atque participes, qui quasque res ab iis subreptas, & interversas, non modo profanas, sed etiam divino cultui servientes ne internoscantur, aut ad tempus supprimere, aut alio transferre, aut omnino transformare conantur, plerique etiam specie tractandae rei proprio exercitio convenientis, honestarum mulierum domos ambientes, multas turpissimis lenocinii praecipitant, quodque omnium perniciosissimum est, sortilegiis, incantationibus, magicisque superstitionibus & maleficiis dediti, quam plurimos incautos atque infirmos Satanae praestigiis inducunt, qui credant eventura prenunciari, furta, thesauros, res abditas revelari, multaque paeterea cognosci posse, quorum ne investigandi quidem facultas ulli omnino mortalium est permissa. Postremo cognitum satis, & exploratum habemus, quam indigne Christi nomen haec perversa progenies ferat, quam infesta omnibus sit, qui hoc nomine censentur, quibus denique dolis illorum vitae insidietur. His aliisque gravissimis rebus adducti & augescentium quotidie ad Civitatum nostrarum perniciem scelerum gravitate permoti, cogitantes paeterea supradictam gentem praeter mediocres ex oriente commeatus nulli Reipublicae nostrae usui esse, nostris vero populis, qui praesertim a nobis aliquanto remotiores sunt, conducibilius fore illius nomen, flagitia, miserias aliunde ad se relatas audire, quam ullo charitatis stimulo eam in suo deinceps sinu ut ante hac confovere.
§.1. Auctoritate praesentium praecipimus, ut omnes & singuli utriusque sexus Hebraei in omni ditione nostra temporali, & sub ea consistentium Civitatum, Terrarum, & locorum Dominicellorum, Baronum, aliorumque dominorum temporalium, etiam merum & mixtum imperium, ac vitae necisque potestatem, et quamqumque aliam jurisdictionem atque exemptionem habentium, de ipsis omnino finibus intra trium mensium spatium postquam praesentes literae hic fuerint publicatae, omnino excedant.
§.2. Quibus praeteritis quicumque, sive incolae, sive peregrini, sive praesentes, sive futuri, in quacumque dictae ditionis Civitate, Terra, vel loco, etiam Dominicellorum, Baronum, Dominorum, & aliorum exemptorum praedictorum quandocumque inventi fuerint, rebus omnibus spolientur, & Fisci juribus applicentur, mancipia Rom. Ecclesiae fiant, & in perpetuam servitutem asserantur dictaque Ecclesia illud idem ius in eos quod caeteri Domini in servos, & mancipia, sibi debeat vendicare. Urbe Roma & Ancona dumtaxat exceptis, ubi eos solos Hebraeos, qui nunc eas habitant, ad praedictam memoriam amplius excitandam, persequendasque cum orientalibus negotiationes, mutuosque commeatus, cum eisdem permittimus tolerandos; cum eo tamen, ut nostras, & praedecessorum nostrorum, aliasque canonicas de eis constitutiones studeant observare; sin minus, in poenas omnes que dictis constitutionibus continentur, quasque in hoc innovamus, eo ipso incidant. Futurum enim speramus, eos qui praesertim nostro, & huius Sedis conspectui proximi sunt, noxae metu a maleficiis temperaturos, & interdum aliquos, uti antehac nostro quoque hortatu satis multis contigit, lumen veritatis cum gaudio agnituros. Sed neutri ad alteros, nec in alium dictae ditionis locum ullo tempore demigrent, nec proficiscantur, neque quempiam ex proscriptis ad se recipiant, si servitutis iugum, & supplicia voluerint evitare. Iubemus igitur omnium Provinciarum, Civitatum & locorum dictae ditionis Legatos, Gubernatores, Praesidentes, Praetores, & Magistratus, ac etiam locorum Ordinarios, necnon Domicellos, Barones, Dominos, & exemptos supradictos, ac quoscumque alios ad quos id pertinet, ut quisque pro se, nulla alia a nobis expectata iussione, aut mentis declaratione, omnia praedicta quamprimum exequantur, & caveant diligenter ne ulli posthac Hebraei ad ipsas Provincias, Civitates, & loca etiam Domicellorum, Baronum, & aliorum praedictorum ex quacumque causa amplius accedant. Quicumque vero, etiam de iis qui Romae & Anconae nunc sunt, excurso trimestri proximo inventi in quacumque dictae ditionis parte, etiam quae dominij temporaliter eorumdem Domicellorum, Baronum, Dominorum, & exemptorum sit, statim Ecclesiae praedictae mancipati in servitutem perpetuam coniiciantur, quorum etiam cervicibus graviores poenas impendere significamus, ut caeteri eorum exemplo discant quanti fuerit hanc nostram prohibitionem temere neglexisse.
§.3. Non obstantibus praedictis, ac constitutionibus & ordinationibus Apost. legibus communibus & municipalibus, Provinciarum, Civitatum, & locorum praedictorum, necnon Cam. Apost. iuramento, confirmatione Apost. vel quavis firmitate alia roboratis, statutis & consuetudinibus, & conventionibus cum Hebraeorum praedictorum universitate, etiam sub fide publica, pactis, privilegiis quoque, indultis, exemptionibus, & literis Apost. illis omnibus, ac etiam praedictis Domicellis, Baronibus, & Dominis, ipsorumque Civitatibus, terris, locis, & populis, per quoscumque Rom. Pont. praedecessores nostros, ac nos & Sedem praedictam, etiam Motu proprio, & ex certa scientia, deque Apost. postestatis plenitudine, ac alias quomodocumque, & sub quibuscumque tenoribus & formis, & ex quibusvis causis, etiam onerosis, ac cum restitutionibus, praeservationibus, derogatoriarum derogatoriis, aliisque fortioribus, efficacissimis & insolitis clausolis, necnon irritantibus & aliis decretis, in genere & in specie quotiescumque concessis, confirmatis, & saepius iteraris vicibus innovates. Quae omnia & singola, etiam si de eis eorumque totis tenoribus specialis, specifica, expressa & individua, ac de verbo ad verbum, non autem per clausolas generales mentio, seu quaevis alia expressio habenda foret; tenores huiusmodi, ac si de verbo ad verbum insererentur, praesentibus pro espressi habentes, quatenus praedicta impedire vel differre, aut alias illis obesse possent, harum serie de simili potestatis plenitudine, specialiter & expresse revocamus & abolemus, visibusque & effectu prorsus carere, ac quicquid secus per quoscumque scienter vel ignoranter attentari, contigerit, irritum & inane decernimus; caeretisque contrariis quibuscumque.
§.4. Volumus autem ut praesentium exempla, etiam impressa edantur, eaque Norarij publici manu, & cuiuscumque Curiae Ecclesiasticae, aut Prelati sigillo obsignata, eamdem illam prorsus fidem ubique locorum faciant, quam ipsae praesentes facerent, si essent exhibitae vel ostentae.
§.5. Nulli ergo omnino hominum liceat hanc paginam nostrae permissionis, praecepti, innovationis, iussionis significationis, revocationis, abolitionis, decreti, & voluntatis infringere, vel ei a usu temerario contraire. Si quis autem hoc attentare praesumpserit, indignationem Omnipotentis Dei, ac BB. Petri & Pauli Apostolorum eius senoverit incursurum.
Dat. Romae apud S. Petrum, Anno Incarnat. D. 1569. 4. Kal. Martij, Pont. nostri anno 4.

## Conseguenze

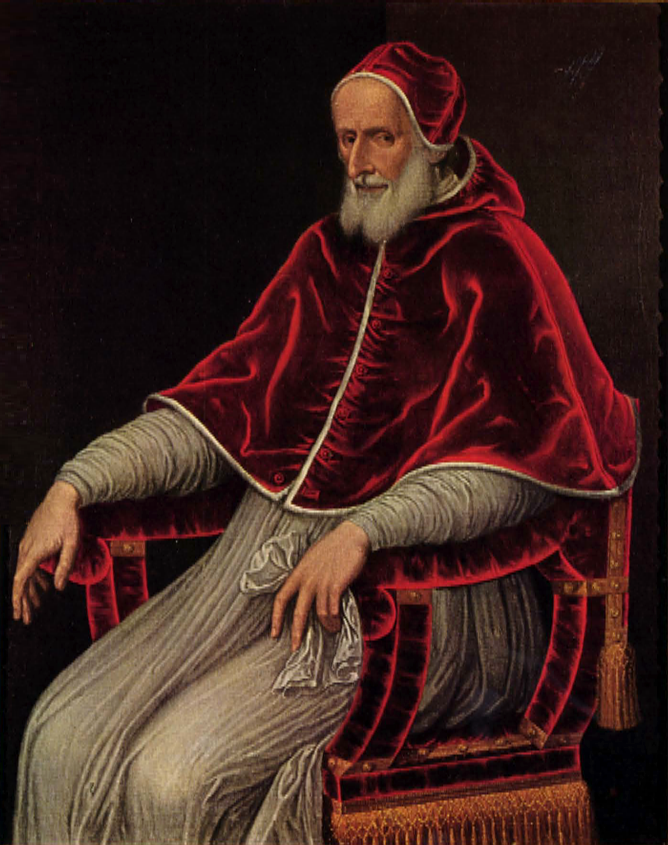
Papa Pio V

La bolla inasprì la già dura legislazione antiebraica inaugurata nel 1555 da papa Paolo IV con la bolla Cum nimis absurdum. Le disposizioni in essa contenute vennero in massima parte abrogate da papa Sisto V (bolla Christiana pietas, 1586), che si era reso conto dell'importanza della comunità ebraica nella vita economica dello Stato, ma furono ripristinate nel 1593 da papa Clemente VIII con la bolla Caeca et obdurata.
Gli effetti della Hebraeorum gens furono devastanti per i sudditi dello Stato Pontificio di religione ebraica. Gli ebrei residenti nei centri più prossimi a Roma e ad Ancona riuscirono a rifugiarsi nelle due città, ma la maggior parte di essi fu costretta ad emigrare in altri stati d'Italia e d'Europa. Nel 1586 la bolla Christiana pietas, cui si è fatto precedentemente accenno, spinse presumibilmente quattromila o cinquemila israeliti a fare ritorno nello Stato Pontificio, ma sette anni più tardi con il ripristino della legislazione antiebraica voluta da papa Clemente VIII, l'esodo degli ebrei non residenti a Roma o ad Ancona fu totale. Intere comunità vennero condannate all'estinzione, come quelle di Ravenna, Orvieto, Viterbo, Perugia, Spoleto e Terracina.
Le conseguenze sociali ed economiche per lo Stato Pontificio furono altrettanto gravi: molti imprenditori, artigiani specializzati, professionisti che avevano definitivamente abbandonato le "terre del Papa" non poterono essere sostituiti e le fitte reti di relazioni che gli uomini d'affari ebrei intrattenevano con i loro correligionari di altri paesi d'Europa e d'Asia andarono irrimediabilmente perdute.
Hebraeorum gens è stata qualificata dallo storico italiano di origine ebraica Attilio Milano, insieme a Cum nimis absurdum e Caeca et obdurata, una "bolla infame".